# روندونیا
روندونیا (به پرتغالی: Rondônia) یک ایالت برزیل است که در شمال غربی این کشور قرار گرفته است.
پایتخت این ایالت شهر پورتو ولیو می‌باشد.
دو سوم مساحت این ایالت را جنگل‌های بارانی آمازون پوشانده است.
این ایالت صادرکننده چوب، قهوه و کاکائو می‌باشد.

## نگارخانه

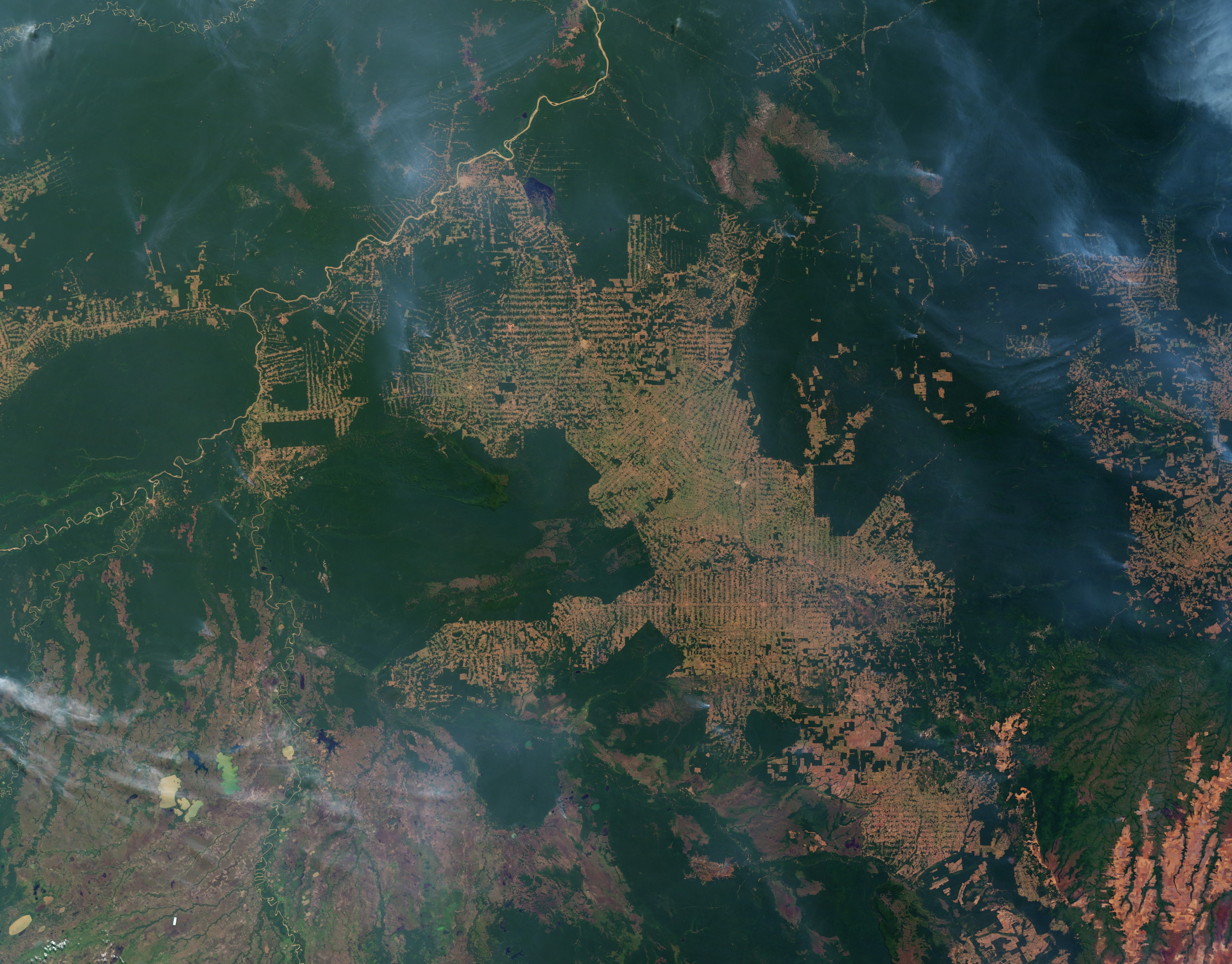
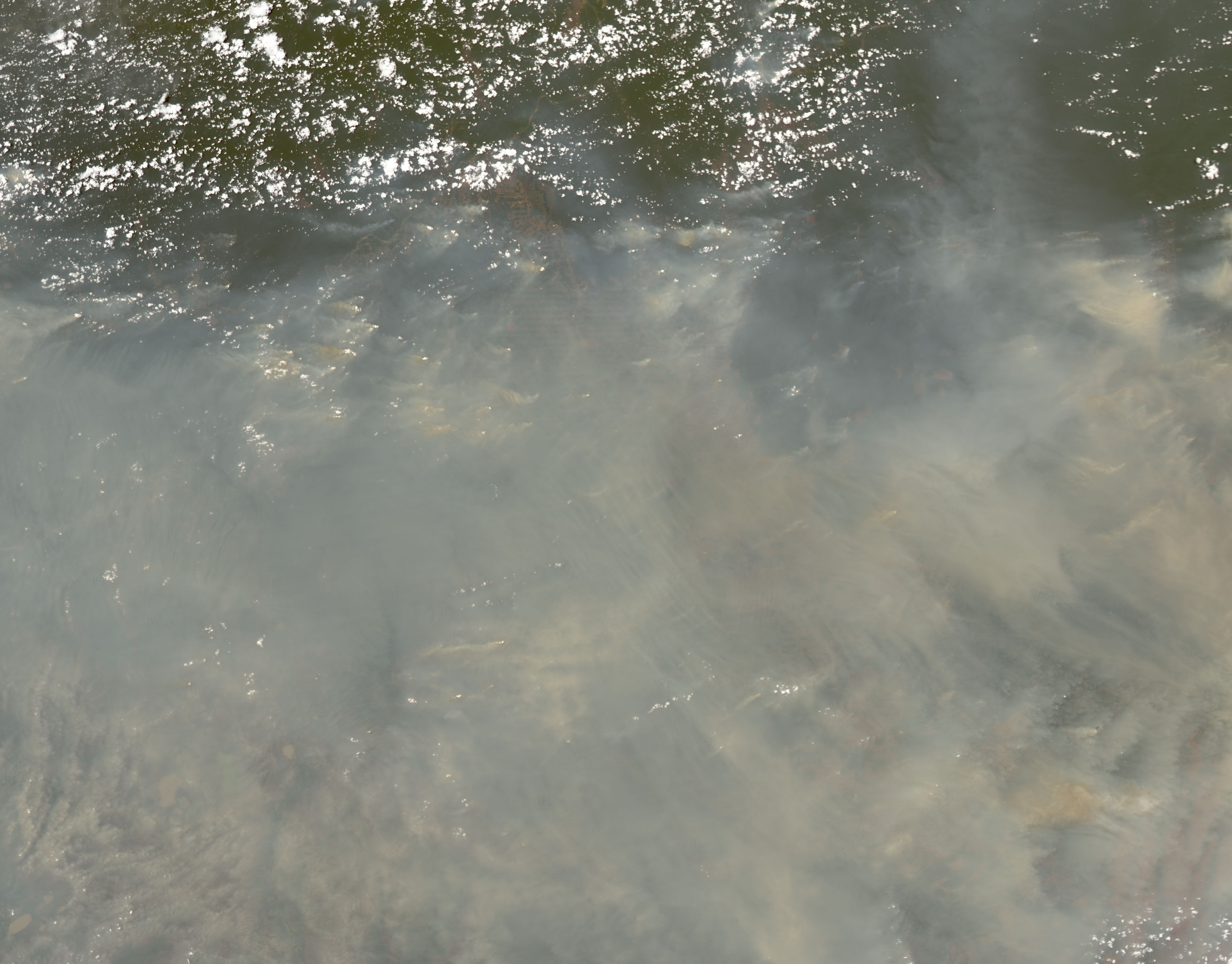
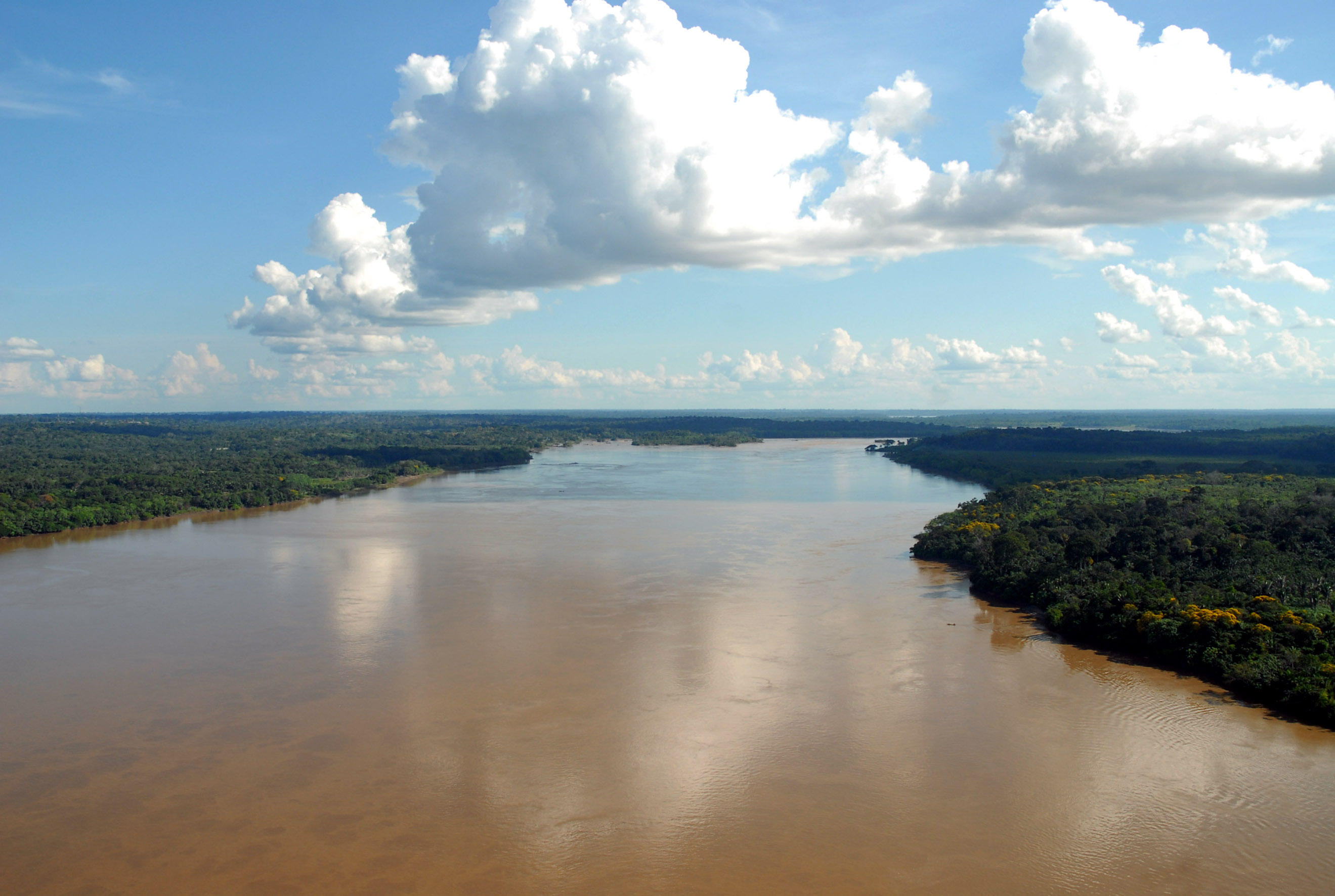
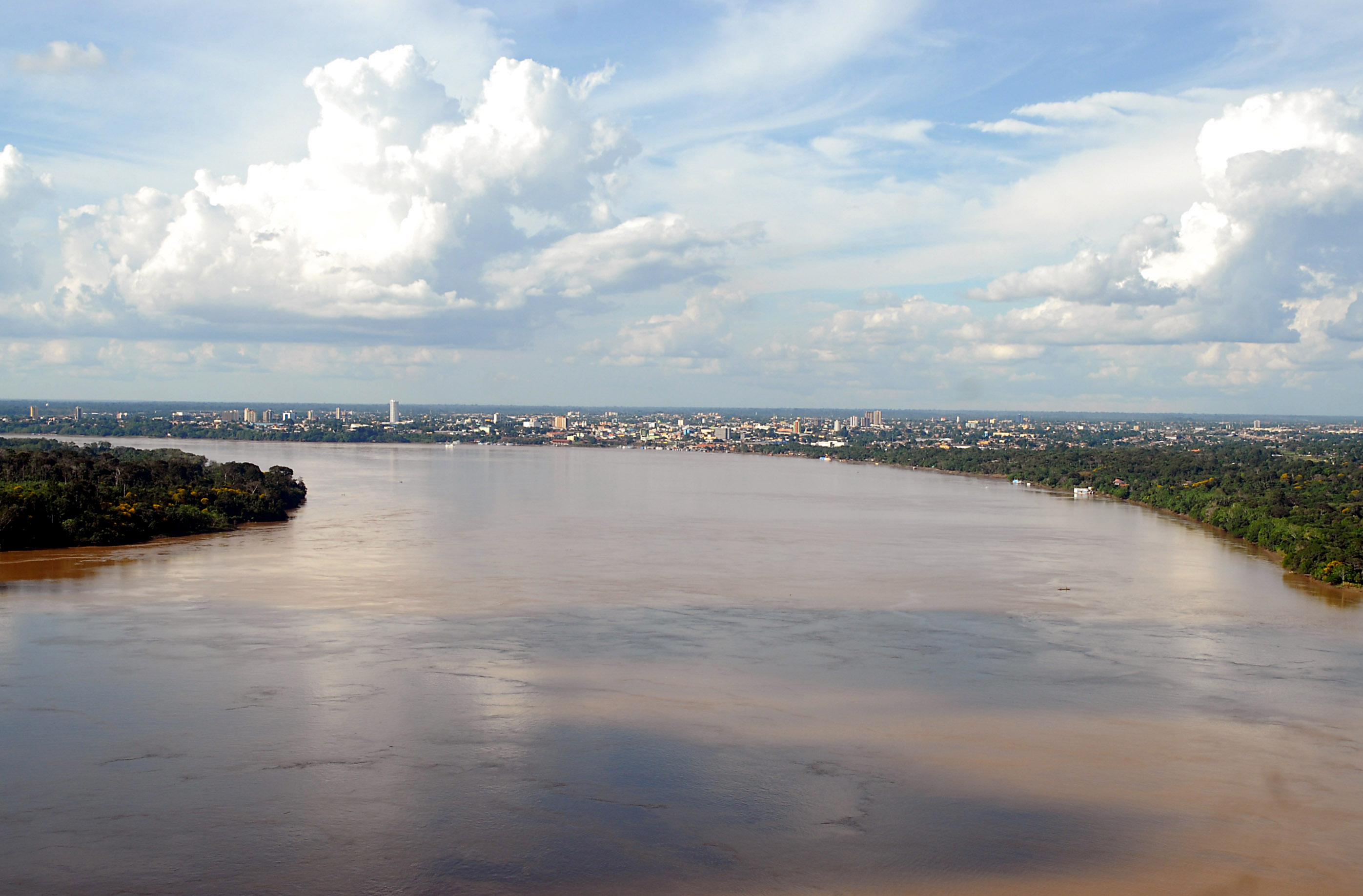
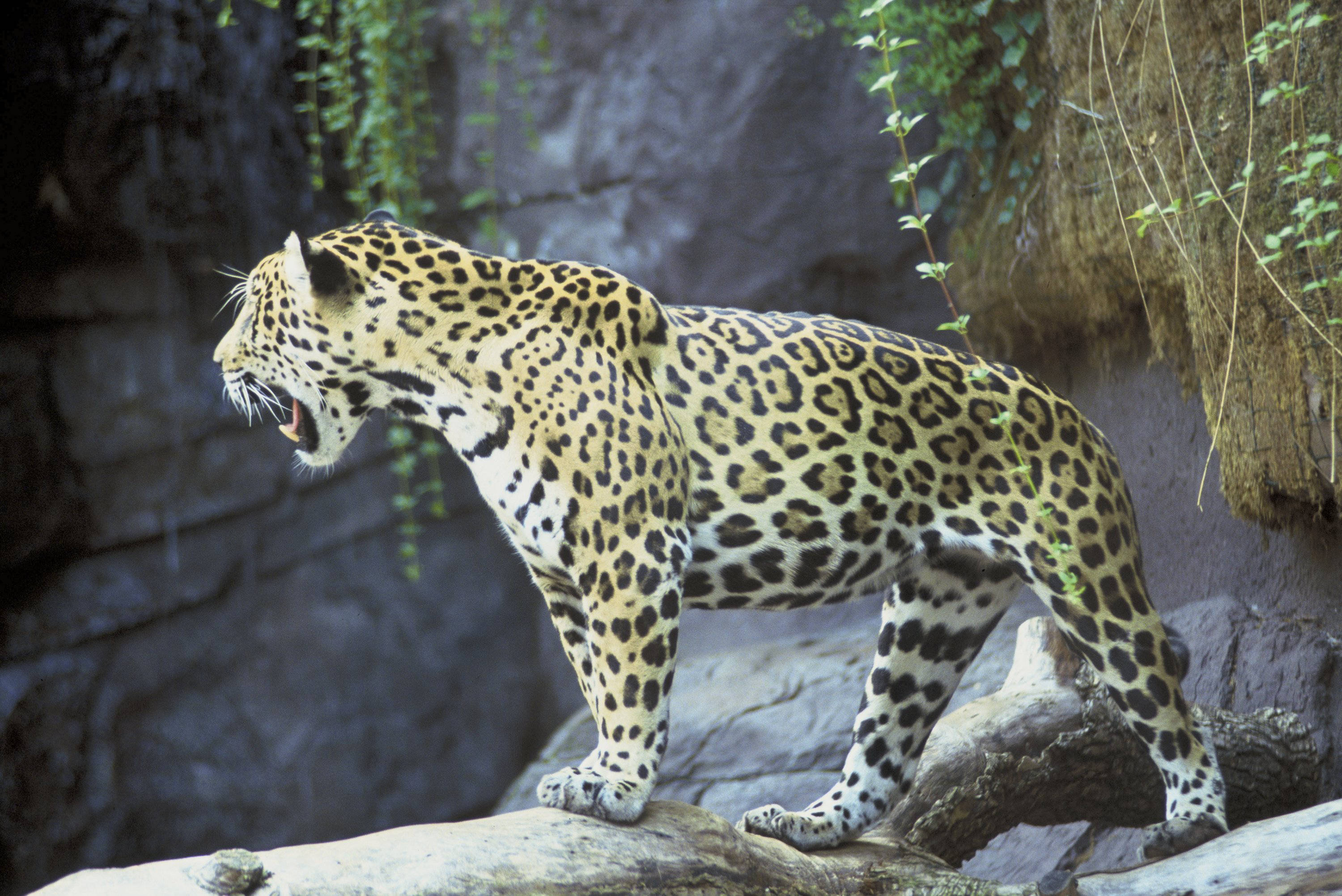